# Slowaakse presidentsverkiezingen 2019

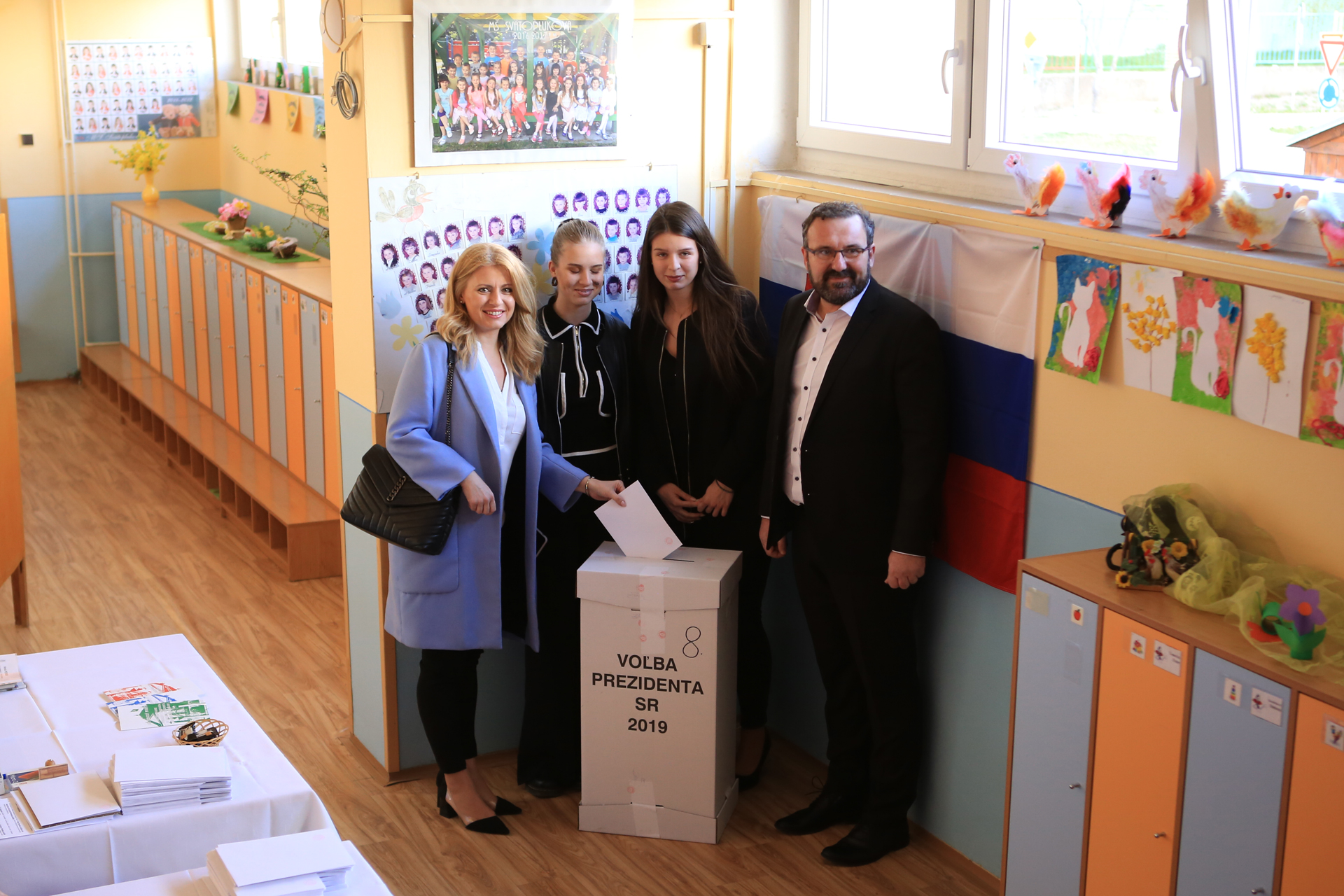
Kandidate Zuzana Čaputová brengt in het bijzijn van haar familie haar stem uit in de tweede ronde van de verkiezingen.

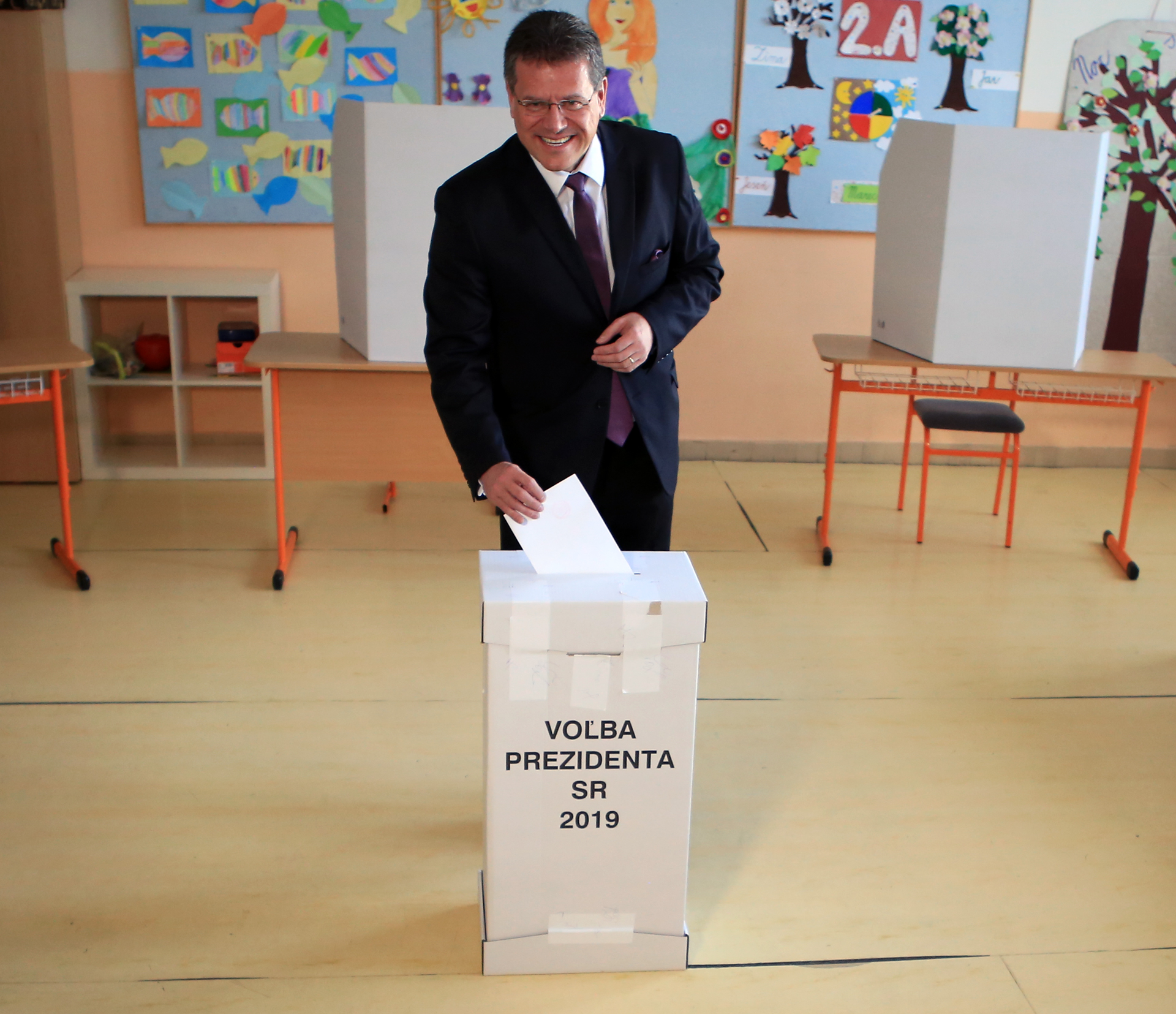
Europees Commissaris Maroš Šefčovič brengt zijn stem uit in de tweede ronde van de verkiezingen.

De eerste ronde van Slowaakse presidentsverkiezingen 2019 vond plaats op 16 maart. Aangezien geen enkele van de 15 kandidaten een meerderheid van stemmen behaalde, werd een tweede ronde georganiseerd op 30 maart. Hierin versloeg advocate Zuzana Čaputová Europees Commissaris Maroš Šefčovič. Zuzana Čaputová werd daardoor de eerste vrouwelijke president van Slowakije.
Zittend president Andrej Kiska stelde zich niet meer verkiesbaar voor een tweede ambtstermijn.

## Uitslag
Met ruim 40 procent van de stemmen won Zuzana Čaputová van de partij Progresívne Slovensko de eerste ronde van de verkiezingen. In de tweede ronde nam ze het op tegen onafhankelijk (maar gesteund door regeringspartij SMER-SD) kandidaat Maroš Šefčovič, die net geen 19 procent van de stemmen behaalde.
| Kandidaten               | Partij                   | Eerste ronde | Eerste ronde | Tweede ronde | Tweede ronde |
| Kandidaten               | Partij                   | Stemmen      | %            | Stemmen      | %            |
| ------------------------ | ------------------------ | ------------ | ------------ | ------------ | ------------ |
| Zuzana Čaputová          | PS                       | 870.415      | 40,57        | 1.056.582    | 58,40        |
| Maroš Šefčovič           | Onafhankelijk            | 400.379      | 18,66        | 752.403      | 41,59        |
| Štefan Harabin           | Onafhankelijk            | 307.823      | 14,34        |              |              |
| Marian Kotleba           | ĽSNS                     | 222.935      | 10,39        |              |              |
| František Mikloško       | Onafhankelijk            | 122.916      | 5,72         |              |              |
| Béla Bugár               | Most-Híd                 | 66.667       | 3,10         |              |              |
| Milan Krajniak           | Sme Rodina               | 59.464       | 2,77         |              |              |
| Eduard Chmelár           | Onafhankelijk            | 58.965       | 2,74         |              |              |
| Martin Daňo              | Onafhankelijk            | 11.146       | 0,53         |              |              |
| Róbert Švec              | Onafhankelijk            | 6.567        | 0,30         |              |              |
| Juraj Zábojník           | Onafhankelijk            | 6.219        | 0,28         |              |              |
| Ivan Zuzula              | SKS                      | 3.807        | 0,17         |              |              |
| Bohumila Tauchmannová    | Onafhankelijk            | 3.535        | 0,16         |              |              |
| Robert Mistrík           | Onafhankelijk            | 3.318        | 0,15         |              |              |
| József Menyhárt          | SMK-MKP                  | 1.208        | 0,05         |              |              |
| Ongeldige/blanco stemmen | Ongeldige/blanco stemmen | 13.495       | 0,63         | 38.130       | 2,06         |
| Totaal                   | Totaal                   | 2.158.859    | 100          | 1.808.985    | 100          |
| Kiesgerechtigden/opkomst | Kiesgerechtigden/opkomst | 4.429.033    | 48,74        | 4.419.883    | 41,79        |
| Bron: volbysr.sk         |                          |              |              |              |              |

### Overzichtskaarten
Kandidaten met het meeste stemmen per kiesdistrict

Eerste ronde■ Zuzana Čaputová■ Maroš Šefčovič■ Štefan Harabin
Tweede ronde■ Zuzana Čaputová■ Maroš Šefčovič

## Trivia
In de Oost-Slowaakse gemeente Medzany ging tijdens de eerste ronde van de verkiezingen een dronken man aan de haal met een van de stembussen. De bekendmaking van de eerste resultaten door de national kiesraad werd daardoor met meer dan een uur vertraagd.